# カッツァーノ・ディ・トラミーニャ
カッツァーノ・ディ・トラミーニャ（伊: Cazzano di Tramigna）は、イタリア共和国ヴェネト州ヴェローナ県にある、人口約1,500人の基礎自治体（コムーネ）。

## 地理

### 位置・広がり

#### 隣接コムーネ
隣接するコムーネは以下の通り。
- コロニョーラ・アイ・コッリ
- イッラージ
- モンテッキーア・ディ・クロザーラ
- サン・ジョヴァンニ・イラリオーネ
- ソアーヴェ
- トレニャーゴ

### 気候分類・地震分類
気候分類では、zona E, 2460 GGに分類される。
また、イタリアの地震リスク階級 (it) では、zona 2 (sismicità media) に分類される。

## 行政

### 分離集落
カッツァーノ・ディ・トラミーニャには、以下の分離集落（フラツィオーネ）がある。
- Campiano, Costeggiola, Monti, Pissolo